# Die Zeit
«Цайт» (нем. Die Zeit — «Время») — немецкая еженедельная газета, вышедшая впервые 21 февраля 1946 года. Принадлежит компании Zeit-Verlag Gerd Bucerius GmbH & Co. KG, входящей с 1996 года в издательскую группу Georg von Holtzbrinck. Газета, придерживающаяся центристских взглядов на политику, выходит по четвергам в нордическом формате.
Тираж первого выпуска газеты «Цайт» составил 25 тысяч экземпляров. По состоянию на 2009 год, по всему миру каждую неделю продаётся более полумиллиона экземпляров. Первым главным редактором был назначен Эрнст Замхабер.
С 1978 по 1980 годы «Цайт» публиковала в каждом выпуске рецензии на книги, ставшие классикой литературы. Таким образом появился список ста произведений, известный под названием ZEIT-Bibliothek der 100 Bücher.
Как и многие другие современные издания, газета имеет собственную онлайн-редакцию «Цайт онлайн». «Цайт онлайн» поддержала в 2008 кампанию Netz gegen Nazis («Сеть против нацистов»), в которой среди других приняли участие Немецкий футбольный союз и Олимпийская спортивная конфедерация Германии.
Примечательно, что логотип газеты содержит в себе герб Бремена (хотя издательство находится в Гамбурге). Причиной этому стал запрет на использование герба Гамбурга в послевоенные годы, а спустя много лет уже стало традицией.